# 100 welikich
100 welikich … (russisch 100 великих …, wiss. Transliteration 100 velikich …; „100 große …“) ist eine russische Buchreihe mit Sachbüchern, die im Verlag Wetsche (russisch Вече, wiss. Transliteration Veče / Veche) in Moskau erscheint.

## Kurzeinführung
Die einzelnen Bände der populär gehaltenen Reihe enthalten jeweils hundert Abschnitte zu verschiedenen Persönlichkeiten bzw. Sachthemen. Der Verlag wurde 1991 gegründet und ist auf Geschichtsbücher spezialisiert, „die in Russland keine Entsprechung haben“. Zahlreiche Fachleute und Autoren haben an ihrem Erscheinen mitgewirkt. In der Reihe sind bereits mehrere Dutzend Bände erschienen, von vielen steht der Inhalt auch Online zur Verfügung.
Ein Band der Reihe ist beispielsweise 100 große Gefangene (100 welikich usnikow) von Nadeschda Ionina, andere sind 100 große russische Reisende und 100 große Errungenschaften der UdSSR (100 великих достижений СССР) von Nikolai Nepomnjaschtschi, ein weiterer 100 große russische Emigranten von Bondarenko und Tschestnowa, der von hundert der berühmtesten russischen Emigranten des 16. bis 20. Jahrhunderts erzählt.
Die folgende Übersicht erhebt keinen Anspruch auf Aktualität oder Vollständigkeit:

## Bände (Auswahl)
Im Folgenden werden (idealerweise) die Titel angegeben (mit vorangestellter Übersetzung) sowie Angaben zum Verfasser.
- 100 große Admirale - 100 великих адмиралов. Nikolai Skrizki Николай Скрицкий
- 100 große antike Städte - 100 великих городов древности, N. N. Nepomnjashij - Н. Н. Непомнящий
- 100 große archäologische Entdeckungen - 100 великих археологических открытий, Andrei Nizowski - Андрей Низовский
- 100 große Auszeichnungen - 100 великих наград, Wjatscheslaw Bondarenko - Вячеслав Бондаренко
- 100 große Auszeichnungen der Welt - 100 великих наград мира, Wjatscheslaw Bondarenko - Вячеслав Бондаренко
- 100 große Ballettmeister - 100 великих мастеров балета
- 100 große Berge und Gipfel der Welt - 100 великих гор и вершин мира, Viorel Lomov - Виорэль Ломов
- 100 große Betrügereien - 100 великих афер, Igor Muski - Игорь Мусский
- 100 große biblische Figuren - 100 великих библейских персонажей
- 100 große biblische Geschichten - 100 великих библейских сказаний, Michail Kubejew - Михаил Кубеев
- 100 große Dichter. Viktor Yeremin 100 великих поэтов. Виктор Еремин
- 100 große Diplomaten - 100 великих великих дипломатов. Игорь Анатольевич Мусский
- 100 große Diplomaten - 100 великих дипломатов
- 100 große Entdeckungen der russischen Wissenschaft - 100 великих открытий российской науки, Rudolf Balandin - Рудольф Баландин
- 100 große Ereignisse des 20. Jahrhunderts 100 великих событий XX века
- 100 große Errungenschaften der UdSSR 100 великих достижений СССР. Nepomnyashchiy Nikolai Nikolaevich Непомнящий Николай Николаевич
- 100 große Errungenschaften in der Welt der Technik - 100 великих достижений в мире техники
- 100 große Expeditionen 100 великих экспедиций
- 100 große Flüsse und Gipfel der Welt. Viorel Lomov 100 великих рек и вершин мира. Виорэль Ломов
- 100 große Gefangene. Nadezhda Ionina 100 великих узников. Надежда Ионина
- 100 große Geheimnisse 100 великих тайн
- 100 große Geheimnisse der Antike. N. N. Nepomnyashchy 100 великих тайн Древнего мира. Н. Н. Непомнящий
- 100 große Geheimnisse des Bewusstseins 100 великих тайн сознания
- 100 große Geheimnisse des Ostens 100 великих тайн Востока
- 100 große Geheimnisse des Zweiten Weltkriegs 100 великих тайн Второй мировой
- 100 große Geheimnisse Russlands im 20. Jahrhundert. Vasily Vedeneyev 100 великих тайн России ХХ века. Василий Веденеев
- 100 große Gemälde - 100 великих картин
- 100 große Genies - 100 великих гениев
- 100 große geographische Entdeckungen - 100 великих географических открытий
- 100 große Heldentaten Russlands. Vyacheslav Bondarenko 100 великих подвигов России. Вячеслав Бондаренко
- 100 große Historiker - 100 великих историков, Boris Sokolow - Борис Соколов
- 100 große Hochzeiten. Elena Prokofieva 100 великих свадеб. Елена Прокофьева
- 100 große Intrigen - 100 великих интриг, Viktor Jeremin - Виктор Еремин
- 100 große Katastrophen - 100 великих катастроф
- 100 große Klöster - 100 великих монастырей, Nadeschda Ionina - Надежда Ионина
- 100 große Kriege - 100 великих войн, Boris Sokolow - Борис Соколов
- 100 große Kriegerinnen - 100 великих воительниц, Sergei Nechajew - Сергей Нечаев
- 100 große Krimalgeschichten - 100 великих криминальных историй, Michail Kubejew - Михаил Кубеев
- 100 große Kriminalfälle des 19. Jahrhunderts - 100 великих криминальных драм XIX века, Marianna Sorwina - Марианна Сорвина
- 100 große Kriminalfälle des 20. Jahrhunderts - 100 великих криминальных драм XX века, Marianna Sorwina - Марианна Сорвина
- 100 große Kuriositäten der Geschichte - 100 великих курьезов истории
- 100 große Legenden und Mythen der Welt - 100 великих легенд и мифов мира, Michail Kubejew - Михаил Кубеев
- 100 große Liebesgeschichten - 100 великих историй любви, Anna Romanowna Sardarjan - Анна Романовна Сардарян
- 100 große Liebesgeschichten - 100 великих любовных историй, Michail Kubejew - Михаил Кубеев
- 100 große literarische Helden - 100 великих литературных героев, Viktor Jeremin - Виктор Еремин
- 100 große literarische Prototypen - 100 великих литературных прототипов, Dmitri Sokolow - Дмитрий Соколов
- 100 große Mäzene und Philanthropen - 100 великих меценатов и филантропов
- 100 große Meister der Prosa - 100 великих мастеров прозы, Viktor Meschtscherjakow - Виктор Мещеряков
- 100 große Meisterwerke der Kunst 100 великих шедевров искусства
- 100 große Militärführer - 100 великих военачальников
- 100 große Militärführer der Antike. Alexey Shishov 100 великих полководцев древности. Алексей Шишов
- 100 große Militärführer des Mittelalters. Alexey Shishov 100 великих полководцев Средневековья. Алексей Шишов
- 100 große Militärführer des Zweiten Weltkriegs 100 великих полководцев Второй мировой
- 100 große Militärführer Westeuropas. Alexey Shishov 100 великих полководцев Западной Европы. Алексей Шишов
- 100 große militärische Geheimnisse - 100 великих военных тайн
- 100 große Monarchen und Herrscher - 100 великих монархов и правителей, Michail Kubejew - Михаил Кубеев
- 100 große Museen der Welt - 100 великих музеев мира, Michail Kubejew - Михаил Кубеев
- 100 große Mystifikationen - 100 великих мистификаций, Marianna Sorwina - Марианна Сорвина
- 100 große mystische Geheimnisse - 100 великих мистических тайн, Anatoli Bernazki - Анатолий Бернацкий
- 100 große Namen Russlands - 100 великих имен России, Michail Kubejew - Михаил Кубеев
- 100 große Naturphänomene 100 великих явлений природы
- 100 große Operationen der Geheimdienste - 100 великих операций спецслужб, Igor Atamanenko - Игорь Атаманенко
- 100 große Originale und Exzentriker - 100 великих оригиналов и чудаков, Rudolf Balandin - Рудольф Баландин
- 100 große Paläste der Welt - 100 великих дворцов мира
- 100 große Paradoxe - 100 великих парадоксов, Rudolf Balandin - Рудольф Баландин
- 100 große Persönlichkeiten - 100 великих людей, Sergei Muski - Сергей Мусский
- 100 große Persönlichkeiten der Geheimgesellschaften - 100 великих деятелей тайных обществ, Boris Sokolow - Борис Соколов
- 100 große Persönlichkeiten, die die Welt veränderten - 100 великих людей, изменивших мир, Michail Kubejew - Михаил Кубеев
- 100 große Phänomene 100 великих феноменов
- 100 große Piraten - 100 великих пиратов, Viktor Gubarew - Виктор Губарев
- 100 große Politiker 100 великих политиков
- 100 große Reisende 100 великих путешественников
- 100 große Rekorde der Elemente 100 великих рекордов стихий
- 100 große Rekorde der Luft- und Raumfahrt 100 великих рекордов авиации и космонавтики
- 100 große Rekorde im Verkehr 100 великих рекордов транспорта
- 100 große Rekorde in der Militärtechnik. Stanislav Zygunenko 100 великих рекордов военной техники. Станислав Зигуненко
- 100 große Rekorde in der Welt der Autos 100 великих рекордов в мире автомобилей
- 100 große Reliquien der Welt. Andrey Nizovsky 100 великих реликвий мира. Андрей Низовский
- 100 große Russen 100 великих россиян
- 100 große russische Emigranten. Vyacheslav Bondarenko 100 великих русских эмигрантов. Вячеслав Бондаренко
- 100 große russische Reisende. N. N. Nepomnyashchy 100 великих русских путешественников. Н. Н. Непомнящий
- 100 große russische Schauspieler. Vyacheslav Bondarenko 100 великих российских актеров. Вячеслав Бондаренко
- 100 große Schätze 100 великих сокровищ
- 100 große Schätze Russlands 100 великих сокровищ России
- 100 große Schiffe - 100 великих кораблей, N. A. Kusnezow - Н. А. Кузнецов
- 100 große Schiffe der russischen Marine - 100 великих кораблей отечественного ВМФ, Wjatscheslaw Bondarenko - Вячеслав Бондаренко
- 100 große Schiffsunglücke - 100 великих кораблекрушений
- 100 große Schlachten des Zweiten Weltkriegs. Yuri Lubchenkov 100 великих сражений Второй мировой. Юрий Лубченков
- 100 große Schriftsteller 100 великих писателей
- 100 große Sehenswürdigkeiten Moskaus - 100 великих достопримечательностей Москвы, Alexander Mjasnikow - Александр Мясников
- 100 große Sehenswürdigkeiten von Sankt Petersburg - 100 великих достопримечательностей Санкт-Петербурга, Alexander Mjasnikow - Александр Мясников
- 100 große Siege Russlands. Mikhail Kubeev 100 великих побед России. Михаил Кубеев
- 100 große sowjetische Flugzeuge - 100 великих отечественных самолетов, Wjatscheslaw Bondarenko - Вячеслав Бондаренко
- 100 große Spione Russlands. Vladimir Antonov 100 великих разведчиков России. Владимир Антонов
- 100 große sportliche Erfolge 100 великих спортивных достижений
- 100 große Städte der Welt - 100 великих городов мира, Michail Kubejew - Михаил Кубеев
- 100 große Tempel der Welt 100 великих храмов мира
- 100 große Theater der Welt 100 великих театров мира
- 100 große Tierrekorde 100 великих рекордов животных
- 100 große Vorhersagen 100 великих предсказаний
- 100 große wissenschaftliche Errungenschaften Russlands - 100 великих научных достижений России, Viorel Lomov - Виорэль Ломов
- 100 große Wunder der Welt 100 великих чудес света